# Obana vinosa
Obana vinosa är en fjärilsart som beskrevs av Emilio Berio 1959. Obana vinosa ingår i släktet Obana och familjen nattflyn. Inga underarter finns listade i Catalogue of Life.